# Coppa della Confederazione CAF 2018
La Coppa della Confederazione CAF 2018 è stata la quindicesima edizione della competizione. La stagione è iniziata il 9 febbraio e si è conclusa il 2 dicembre 2018.
Il trofeo è stato vinto dal Raja Casablanca, al primo successo nella manifestazione.

## Fase preliminare

### Turno preliminare
| Squadra 1           | Totale          | Squadra 2             | Andata | Ritorno |
| ------------------- | --------------- | --------------------- | ------ | ------- |
| Petro de Luanda     | 5 - 0           | Masters Security      | 5 - 0  | 0 - 0   |
| Young Buffaloes     | 0 - 2           | Cape Town City        | 0 - 1  | 0 - 1   |
| Costa do Sol        | 2 - 0           | Jwaneng Galaxy        | 1 - 0  | 1 - 0   |
| Energie             | 2 - 1           | Hafia                 | 1 - 0  | 1 - 1   |
| APR                 | 6 - 1           | Anse Réunion          | 4 - 0  | 2 - 1   |
| Djoliba             | per ritiro      | ELWA United           | -      | -       |
| AFC Leopards        | 1 - 1 (gt)      | Fosa Juniors          | 1 - 1  | 0 - 0   |
| Ngazi Sport         | 2 - 5           | AS Port-Louis 2000    | 1 - 1  | 1 - 4   |
| AS Mangasport       | 1 - 2           | AS Maniema Union      | 0 - 1  | 1 - 1   |
| Olympique Star      | 1 - 0           | Étoile Filante        | 0 - 0  | 1 - 0   |
| New Star            | 2 - 2 (gt)      | Deportivo Niefang     | 2 - 1  | 0 - 1   |
| AS Tanda            | 0 - 1           | CS La Mancha          | 0 - 0  | 0 - 1   |
| Akwa United         | 3 - 2           | Banjul Hawks          | 1 - 2  | 2 - 0   |
| Al-Ittihad Tripoli  | 4 - 0           | Sahel                 | 1 - 0  | 3 - 0   |
| Ben Guerdane        | per ritiro      | Al-Hilal Juba         | -      | -       |
| Asante Kotoko       | 1 - 1 (6-7 dtr) | CARA Brazzaville      | 1 - 0  | 0 - 1   |
| Onze Créateurs      | 1 - 3           | CR Belouizdad         | 1 - 1  | 0 - 2   |
| Al-Masry            | 5 - 2           | Green Buffaloes       | 4 - 0  | 1 - 2   |
| Simba               | 5 - 0           | Gendarmerie Nationale | 4 - 0  | 1 - 0   |
| Renaissance Berkane | 3 - 2           | Mbour Petite-Côte     | 2 - 1  | 1 - 1   |
| Africa Sports       | 1 - 2           | FC Nouadhibou         | 1 - 1  | 0 - 1   |
| Zimamoto            | 1 - 2           | Welayta Dicha         | 1 - 1  | 0 - 1   |

### Primo turno
| Squadra 1           | Totale          | Squadra 2           | Andata | Ritorno |
| ------------------- | --------------- | ------------------- | ------ | ------- |
| Petro de Luanda     | 1 - 2           | Supersport United   | 0 - 0  | 1 - 2   |
| Costa do Sol        | 2 - 2 (gt)      | Cape Town City      | 0 - 1  | 2 - 1   |
| Energie             | 2 - 5           | Enyimba             | 0 - 2  | 2 - 3   |
| Djoliba             | 2 - 2 (gt)      | APR                 | 1 - 0  | 1 - 2   |
| AS Port-Louis 2000  | 0 - 3           | Fosa Juniors        | 0 - 2  | 0 - 1   |
| AS Maniema Union    | 3 - 3 (gt)      | USM Alger           | 2 - 2  | 1 - 1   |
| Olympique Star      | 0 - 6           | Al-Hilal Al-Ubayyid | 0 - 0  | 0 - 6   |
| Motema Pembe        | 1 - 2           | Deportivo Niefang   | 1 - 1  | 0 - 1   |
| CS La Mancha        | 4 - 2           | Al-Ahly Shendi      | 3 - 0  | 1 - 2   |
| Al-Ittihad Tripoli  | 1 - 1 (2-3 dtr) | Akwa United         | 1 - 0  | 0 - 1   |
| CARA Brazzaville    | 4 - 3           | Ben Guerdane        | 3 - 0  | 1 - 3   |
| CR Belouizdad       | 3 - 1           | Nkana               | 3 - 0  | 0 - 1   |
| Simba               | 2 - 2 (gt)      | Al-Masry            | 2 - 2  | 0 - 0   |
| Renaissance Berkane | 4 - 1           | Club Africain       | 3 - 1  | 1 - 0   |
| Raja Casablanca     | 5 - 3           | FC Nouadhibou       | 1 - 1  | 4 - 2   |
| Welayta Dicha       | 3 - 3 (4-3 dtr) | Zamalek             | 2 - 1  | 1 - 2   |

### Play-off
Le squadre eliminate dal secondo turno della CAF Champions League 2018 hanno giocato l'andata in casa.
| Squadra 1       | Totale          | Squadra 2           | Andata | Ritorno |
| --------------- | --------------- | ------------------- | ------ | ------- |
| Zanaco          | 0 - 5           | Raja Casablanca     | 0 - 2  | 0 - 3   |
| AS Vita Club    | 6 - 1           | CS La Mancha        | 1 - 0  | 5 - 1   |
| Saint George    | 1 - 1 (3-4 dtr) | CARA Brazzaville    | 1 - 0  | 0 - 1   |
| Al-Hilal        | 3 - 3 (gfc)     | Akwa United         | 2 - 0  | 1 - 3   |
| Gor Mahia       | 2 - 2 (gfc)     | Supersport United   | 1 - 0  | 1 - 2   |
| UD Songo        | 4 - 3           | Al-Hilal Al-Ubayyid | 3 - 1  | 1 - 2   |
| Plateau United  | 2 - 5           | USM Alger           | 2 - 1  | 0 - 4   |
| Bidvest Wits    | 1 - 1 (gfc)     | Enyimba             | 1 - 1  | 0 - 0   |
| Aduana Stars    | 7 - 3           | Fosa Juniors        | 6 - 1  | 1 - 2   |
| Young Africans  | 2 - 1           | Welayta Dicha       | 2 - 0  | 0 - 1   |
| Génération Foot | 3 - 3 (gfc)     | Renaissance Berkane | 3 - 1  | 0 - 2   |
| Mounana         | 2 - 3           | Al-Masry            | 1 - 1  | 1 - 2   |
| ASEC Mimosas    | 1 - 0           | CR Belouizdad       | 1 - 0  | 0 - 0   |
| Williamsville   | 2 - 0           | Deportivo Niefang   | 2 - 0  | 0 - 0   |
| MFM             | 0 - 1           | Djoliba             | 0 - 1  | 0 - 0   |
| Rayon Sports    | 3 - 2           | Costa do Sol        | 3 - 0  | 0 - 2   |

## Fase a gironi

### Gruppo A
| Squadra         | Pt | G | V | N | P | GF | GS | DR  |
| --------------- | -- | - | - | - | - | -- | -- | --- |
| Raja Casablanca | 11 | 6 | 3 | 2 | 1 | 14 | 5  | +9  |
| AS Vita Club    | 10 | 6 | 3 | 1 | 2 | 8  | 5  | +3  |
| ASEC Mimosas    | 9  | 6 | 3 | 0 | 3 | 6  | 8  | -2  |
| Aduana Stars    | 4  | 6 | 1 | 1 | 4 | 5  | 15 | -10 |

### Gruppo B
| Squadra             | Pt | G | V | N | P | GF | GS | DR |
| ------------------- | -- | - | - | - | - | -- | -- | -- |
| Renaissance Berkane | 13 | 6 | 4 | 1 | 1 | 7  | 2  | +5 |
| Al-Masry            | 12 | 6 | 3 | 3 | 0 | 7  | 2  | +5 |
| UD Songo            | 3  | 6 | 0 | 3 | 3 | 5  | 10 | -5 |
| Al-Hilal            | 3  | 6 | 0 | 3 | 3 | 4  | 9  | -5 |

### Gruppo C
| Squadra          | Pt | G | V | N | P | GF | GS | DR |
| ---------------- | -- | - | - | - | - | -- | -- | -- |
| Enyimba          | 12 | 6 | 4 | 0 | 2 | 5  | 5  | 0  |
| CARA Brazzaville | 9  | 6 | 3 | 0 | 3 | 7  | 5  | +2 |
| Williamsville    | 8  | 6 | 2 | 2 | 2 | 5  | 5  | 0  |
| Djoliba          | 5  | 6 | 1 | 2 | 3 | 3  | 5  | -2 |

### Gruppo D
| Squadra        | Pt | G | V | N | P | GF | GS | DR |
| -------------- | -- | - | - | - | - | -- | -- | -- |
| USM Alger      | 11 | 6 | 3 | 2 | 1 | 10 | 5  | +5 |
| Rayon Sports   | 9  | 6 | 2 | 3 | 1 | 6  | 5  | +1 |
| Gor Mahia      | 8  | 6 | 2 | 2 | 2 | 10 | 7  | +3 |
| Young Africans | 4  | 6 | 1 | 1 | 4 | 4  | 13 | -9 |

## Fase ad eliminazione diretta

### Tabellone
|  | Quarti di finale    | Quarti di finale    | Quarti di finale | Quarti di finale | Quarti di finale |  |  | Semifinali      | Semifinali      | Semifinali   | Semifinali   | Semifinali |   |   | Finale          | Finale          | Finale | Finale | Finale |  |
|  |                     |                     |                  |                  |                  |  |  |                 |                 |              |              |            |   |   |                 |                 |        |        |        |  |
|  | Rayon Sports        | Rayon Sports        | 0                | 1                | 1                |  |  |                 |                 |              |              |            |   |   |                 |                 |        |        |        |  |
|  | Enyimba             | Enyimba             | 0                | 5                | 5                |  |  | Enyimba         | Enyimba         | 0            | 1            | 1          |   |   |                 |                 |        |        |        |  |
|  | CARA Brazzaville    | CARA Brazzaville    | 1                | 0                | 1                |  |  | Raja Casablanca | Raja Casablanca | 1            | 2            | 3          |   |   |                 |                 |        |        |        |  |
|  | Raja Casablanca     | Raja Casablanca     | 2                | 1                | 3                |  |  |                 |                 |              |              |            |   |   | Raja Casablanca | Raja Casablanca | 3      | 1      | 4      |  |
|  | Al-Masry            | Al-Masry            | 1                | 1                | 2                |  |  |                 |                 | AS Vita Club | AS Vita Club | 0          | 3 | 3 |                 |                 |        |        |        |  |
|  | USM Alger           | USM Alger           | 0                | 0                | 0                |  |  | Al-Masry        | Al-Masry        | 0            | 0            | 0          |   |   |                 |                 |        |        |        |  |
|  | AS Vita Club        | AS Vita Club        | 3                | 1                | 4                |  |  | AS Vita Club    | AS Vita Club    | 0            | 4            | 4          |   |   |                 |                 |        |        |        |  |
|  | Renaissance Berkane | Renaissance Berkane | 1                | 1                | 2                |  |  |                 |                 |              |              |            |   |   |                 |                 |        |        |        |  |

### Quarti di finale
| Squadra 1        | Totale | Squadra 2           | Andata | Ritorno |
| ---------------- | ------ | ------------------- | ------ | ------- |
| Rayon Sports     | 1 - 5  | Enyimba             | 0 - 0  | 1 - 5   |
| CARA Brazzaville | 1 - 3  | Raja Casablanca     | 1 - 2  | 0 - 1   |
| Al-Masry         | 2 - 0  | USM Alger           | 1 - 0  | 1 - 0   |
| AS Vita Club     | 4 - 2  | Renaissance Berkane | 3 - 1  | 1 - 1   |

### Semifinali
| Squadra 1 | Totale | Squadra 2       | Andata | Ritorno |
| --------- | ------ | --------------- | ------ | ------- |
| Enyimba   | 1 - 3  | Raja Casablanca | 0 - 1  | 1 - 2   |
| Al-Masry  | 0 - 4  | AS Vita Club    | 0 - 0  | 0 - 4   |

### Finale
| Squadra 1       | Totale | Squadra 2    | Andata | Ritorno |
| --------------- | ------ | ------------ | ------ | ------- |
| Raja Casablanca | 4 - 3  | AS Vita Club | 3 - 0  | 1 - 3   |